# Řecká kuchyně
Řecká kuchyně se geograficky řadí ke středomořské kuchyni. Je založena na čerstvých ingrediencích, bylinkách, zelenině, řeckém olivovém oleji a jednoduchosti pokrmů. Z živočišné výroby je kromě masa skotu hojně využíváno i maso koz a ovcí.

## Kuchyně antického Řecka

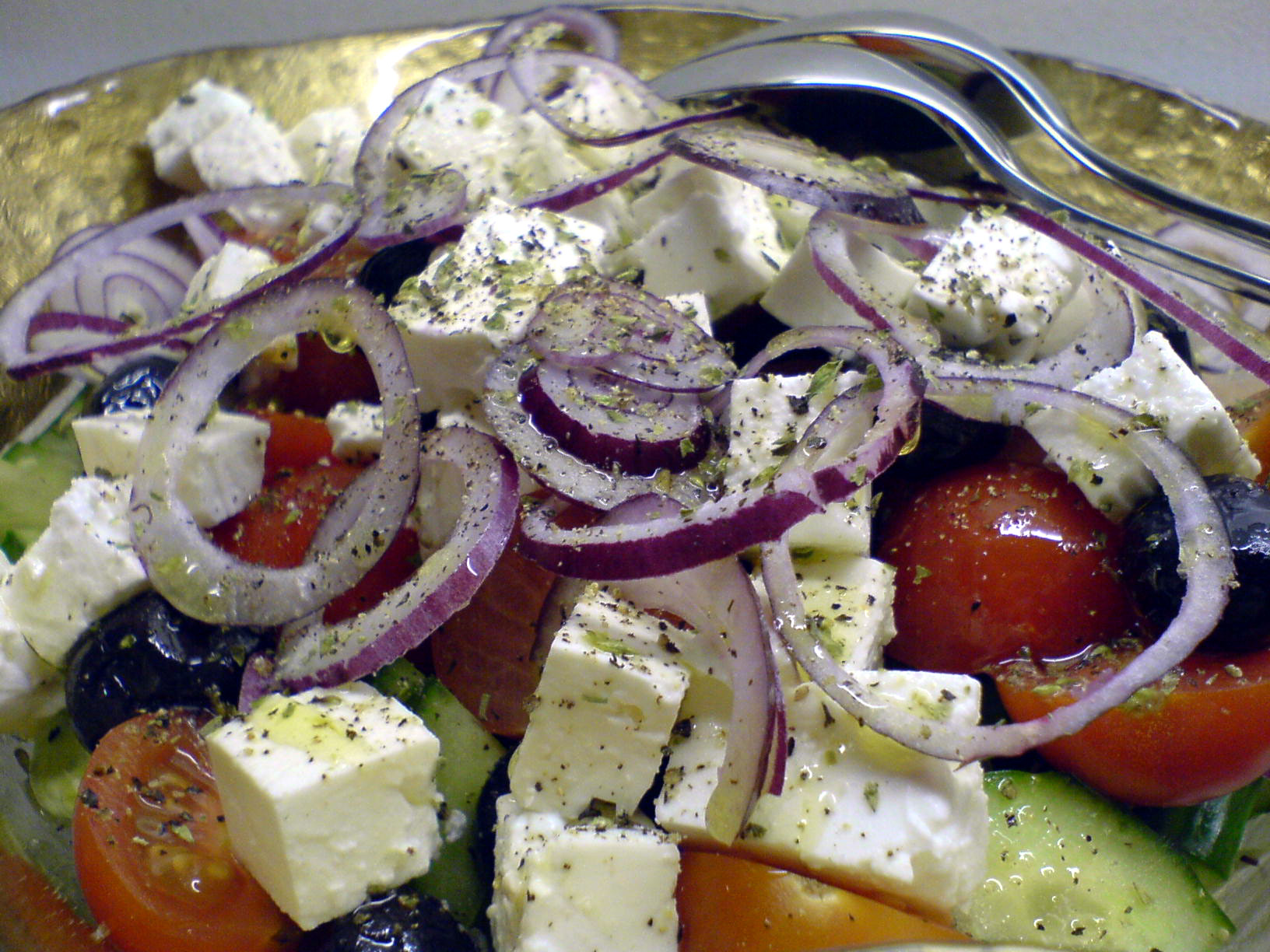
Klasický řecký salát

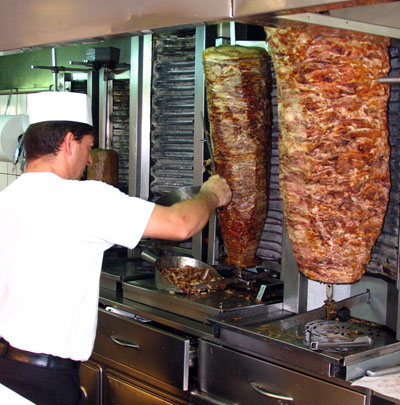
Příprava gyrosu

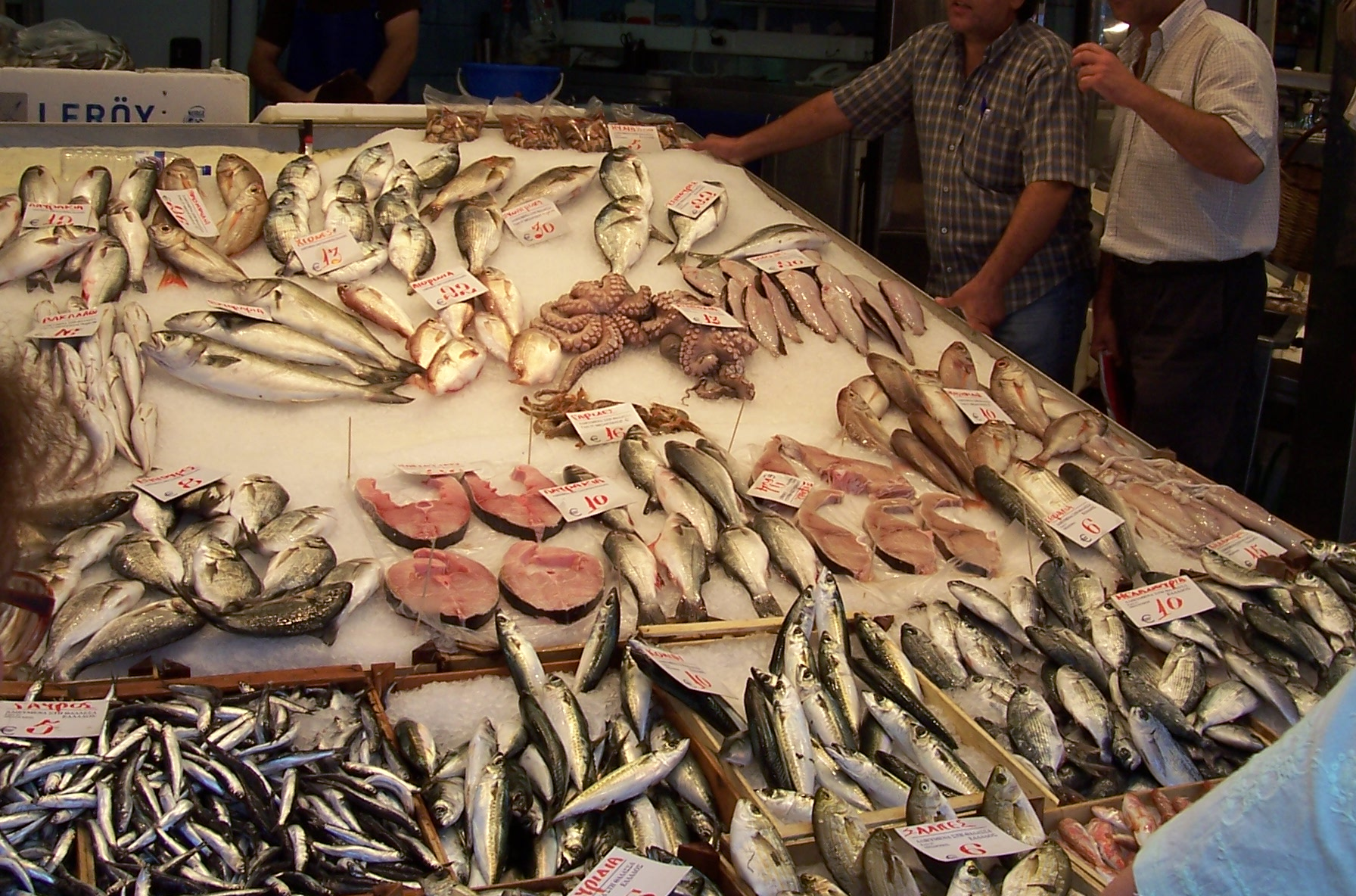
Soluň - rybí trh

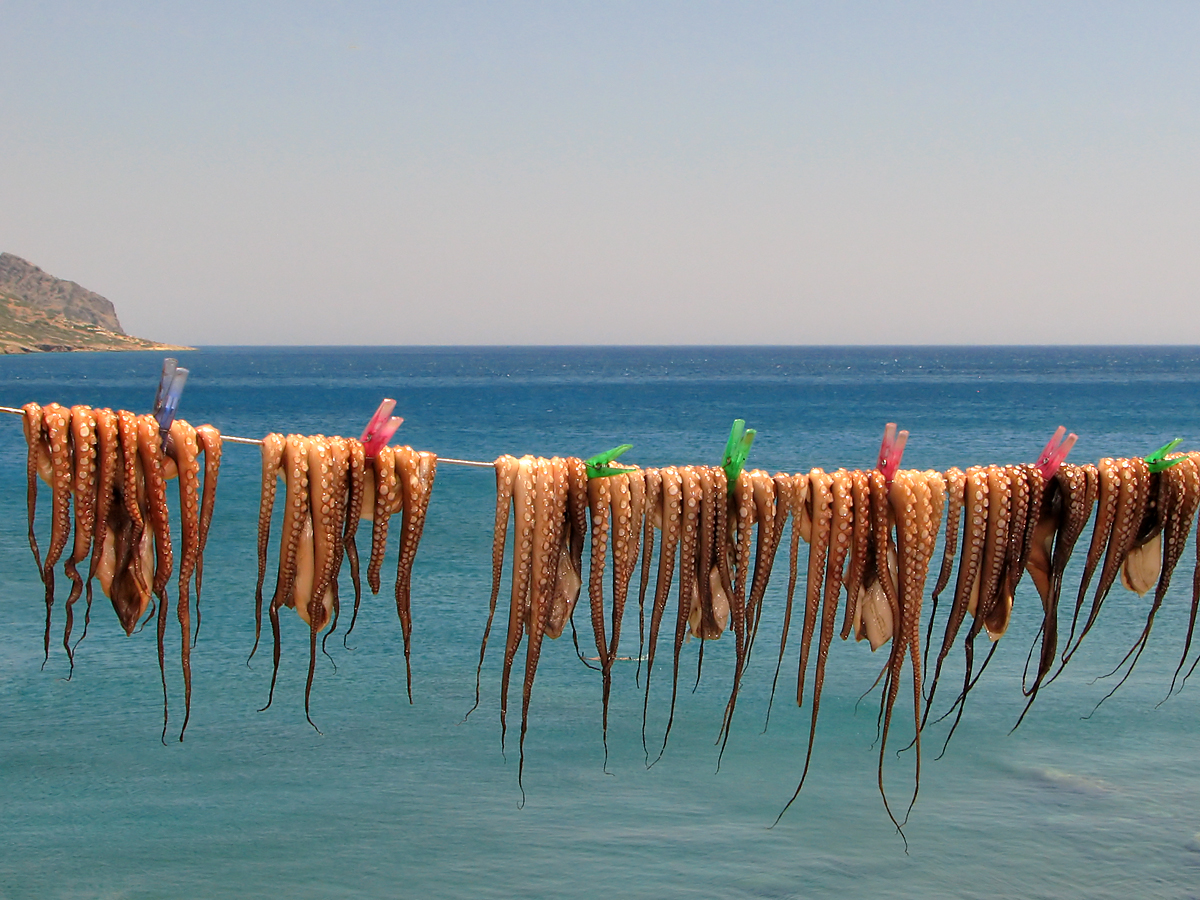
Sušené chobotnice

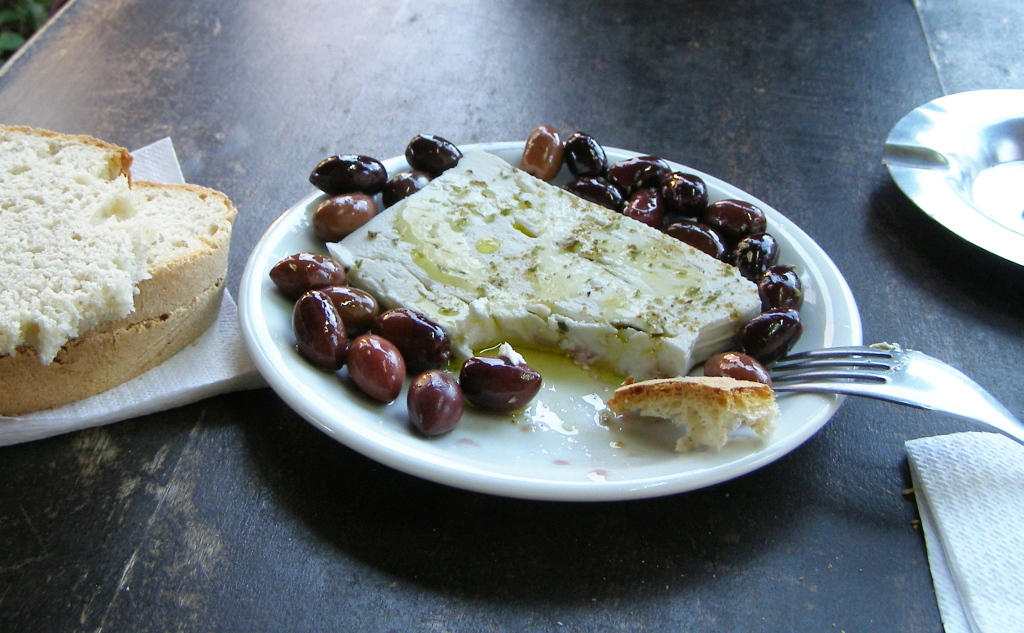
Mezedes - sýr s olivami a chlebem

Základem stravy ve starověkém Řecku byly obilniny (sítos) - ječmen a pšenice, z nichž se vařila kaše nebo pekly placky. Ostatní pokrmy (ryby, zelenina, ovoce) byly nazývány opson: mravokárci brojili proti tzv. opsofágům, tedy mlsným lidem. Hojně se konzumovaly luštěniny, také česnek a cibule, oblíbeným ovocem byly fíky a granátová jablka. Sladilo se medem, z něhož se připravovalo také pečivo. Olivy byly natolik důležité, že za zničení olivovníku hrozil trest smrti. Mléčné výrobky byly rozšířeny hlavně mezi pastevci na venkově. Maso požívala většina lidí jen o svátcích, kdy byla porážena obětní zvířata, především vepři, ovce a drůbež. Hojně se pilo víno, smíchané s vodou v poměru 1:1 nebo 1:2, vyráběl se z něj také vinný ocet. Z ječné mouky, vody a bylin se připravoval hustý nápoj tzv. kykeón, který měl patrně psychoaktivní účinky, soudě podle jeho používání při eleusinských mystériích.
Oblíbeným dochucovadlem byla pikantní omáčka garon, vyráběná z nasoleného rybího masa a vnitřností, které se ponechaly nejméně dva měsíce v hliněných nádobách na teplém místě. Vzniklá zkvašená hmota se nabírala proutěnými koši a plnila do amfor, pevné zbytky byly známy jako hallex a sloužily jako lék, nebo krmivo pro zvířata. Omáčka se vyvážela do celého antického světa a platily se za ni značné sumy. První zmínka o tomto produktu pochází ze 4. století př. n. l., později je od Řeků převzali i Římané, pod názvem garum.
Specifickou stravou se vyznačovalo město Sparta. Všichni občané byli vojáci, pocit sounáležitosti a rovnosti posilovalo společné jídlo zvané syssitia, při němž se podávala polévka z vepřové krve a octa (melas zomos). Řecké kolonie v jižní Itálii a na Sicílii se těšily lepší životní úrovni než mateřská země, svojí zálibou v lahůdkách bylo proslulé město Sybaris. Autorem nejstaršího kuchařského receptu je Mithaikos ze Syrakus, který v 5. století př. n. l. radil připravovat rybu gospici se sýrem a olivovým olejem. Důležitým zdrojem informací o stravování starých Řeků byli Archistratos, syrakuský básník ze 3. století př. n. l., a Athénaios, který ve svém díle Deipnosophistai popisuje hostinu filosofů.
Už ve starověku se objevilo vegetariánství; Pythagorejci věřili v převtělování a každé zvíře pro ně bylo bližním, proto odmítali jíst jakékoli maso.
V dobách Byzantské říše byla strava obohacena o množství koření, dováženého z Orientu (např. muškátový oříšek).

## Současná kuchyně
Řecká kuchyně je lehce stravitelná, vzhledem k používání čerstvých surovin, její konzumace se proto pokládá za prevenci proti cukrovce nebo infarktům. Pokrmy bývají aromatické díky využití divoce rostoucích bylin (dobromysl obecná, tymián obecný, rozmarýn lékařský, kopr vonný, šabrej kmínovitý, smil italský, bazalka, petrželová nať), častá je kombinace masa se surovinami, používanými v jiných zemích pouze do sladkých jídel, jako je skořice nebo rozinky.
Řekové rádi jedí pomalu, v početné, často hlučné společnosti, pokud počasí dovolí, tak stolují pod širým nebem. K životnímu stylu patří množství malých hospůdek (taveren) a pouličních stánků s občerstvením. Pro řecké stolování je typické mezedes, množství drobných chuťovek, servírovaných k zajídání vína. Tvoří je zpravidla různé sýry, bylinkový salám lukaniko, smažené kousky chobotnic a sépií, zeleninové saláty, nebo chléb pita s tzatziki nebo jiným dipem. Moučníky jsou velmi sladké, používá se v nich fylo (těsto z mnoha velmi tenkých plátků), ořechy a med.
Typickým nápojem je víno (země vyprodukuje ročně okolo pěti milionů hektolitrů), některé značky, jako kyperská Commandaria, mají tradici už od starověku. Nejrozšířenějšími značkami piva jsou Mythos a Fix. Z nealkoholických nápojů se podávají ovocné šťávy a bylinkové čaje (z máty nebo hojníku). Řekové pijí hodně kávy, která se vaří v džezvě, bývá zpravidla silná a sladká (kdo nesladí, musí předem požádat o sketo kafé).
Skladba jídelníčku se liší podle regionů: v hornaté a lesnaté severní části země je oblíbená zvěřina, především kančí maso, na pobřeží se konzumují dary moře. Typickými rybami jsou jazyk obecný, makrela obecná nebo gavún. Jónské ostrovy, které byly dlouho pod italským vlivem, se liší od zbytku Řecka oblibou těstovin. Množstvím lokálních specialit vyniká Kréta (celozrnné pečivo paximadi a s ním připravovaný salát dakos) a Kypr (bylinkový sýr halloumi, nebo lountza, vepřová panenka marinovaná ve víně a vyuzená).

## Typická jídla

### Předkrmy
- Saganaki – grilovaný bílý sýr
- Skordalia – pyré z brambor, česneku a oleje
- Taramasalata – mixované kapří jikry

### Polévky
- Avgolemono – polévka s vaječnými žloutky a citrónovou šťávou
- Fasolada – fazolová polévka
- Patsas – dršťková polévka

### Saláty
- Tzatziki je populární salát, jehož základem je řecký jogurt, kopr a nastrouhaná okurka. V Řecku se podává jako předkrm, nebo jako omáčka k masům.
- Řecký salát (choriatiki salata) je velmi chutný salát se sýrem feta, rajčaty a zeleninou.
- Chorta – spařené natě různých planých rostlin (mangold, pampeliškové listy), pokapané olivovým olejem s citrónovou šťávou

### Mléčné výrobky
- Feta je sýr využívaný hlavně v předkrmech, vyrábí se z kozího mléka
- Řecký jogurt cezený, s konzistencí mezi jogurtem a sýrem, tradičně z ovčího mléka
- Kefalotyri je tvrdý slaný sýr z ovčího nebo kozího mléka, prodává se ve velkých koulích (kefalo znamená hlava)

### Bezmasá jídla
- Spanakorizo – špenát dušený s rýží
- Gemista – zelenina (papriky, rajčata, cukety) plněná rýží
- Strapatsada – míchaná vajíčka s rajčaty a sýrem

### Hlavní jídla
- Suvlaki je řecký špíz s rajčaty
- Gyros je podobný kebabu, obsah se podává v placce pita (výslovnost jiros)
- Dolmades – závitky z vinných listů, plněné rýží a masem
- Musaka – maso zapečené s lilky a rajčaty
- Stifado – králičí maso dušené s rajčaty a cibulí[11]
- Pastitsio – zapečené těstoviny
- Kleftiko – jehněčí po zbojnicku, připravuje se se zeleninou a bramborami, zabalené v listech (v moderních restauracích se nahrazují pečicím papírem nebo alobalem)[12]
- Kolokythoanthoi – plněné cuketové květy
- Keftedes – kuličky z mletého jehněčího v rajčatové omáčce

### Dezerty
- Baklava – vrstvené těsto s ořechy, slazené sirupem nebo medem
- Galaktobureko – těsto filo, plněné vanilkovou krupicovou kaší
- Chalva – sezamová pasta
- Melomakarona – vánoční dezert ve tvaru vejce z mouky, olivového oleje, vlašských ořechů a medu
- Vasilopita – královský chléb, sladké pečivo, podávané na novoroční oslavě. Ten, kdo najde ve své porci zapečenou minci, bude mít po celý rok štěstí[13].

## Nápoje
- Ayrani – zředěný jogurt
- Frapé – studená káva
- Metaxa – kořeněná pálenka z vína
- Retsina – typické bílé víno s příchutí borové pryskyřice
- Mandilaria – těžké, velmi tříslovité červené víno
- Mastiko – likér z mastichy, specialita ostrova Chios
- Ouzo – pálenka z matolin, ochucená anýzem